# Triregia monstrosa
Triregia monstrosa är en spindeldjursart som beskrevs av Forster 1948. Triregia monstrosa ingår i släktet Triregia och familjen Triaenonychidae. Inga underarter finns listade i Catalogue of Life.